# Петро Попович-Гученський
Петро Попович-Гученський — поет другої половини XVII століття українського походження.

## Життєпис
Петро Попович-Гученський походив, ймовірно, з галицького Поділля, можливо, з Теребовельщини (нині Теребовлянський район, Тернопільської області України). Про це свідчать назви місцевостей, які згадуються в його творах. Ім'я Петра Поповича-Гученського вписано на одну зі сторінок рукописної збірки, яка складається з його віршів.
Судячи з його творів, ми можемо впевнено стверджувати, що Петро працював вчителем у сільській школі.
Був одним з українських поетів, які діяли в другій половині XVII століття. Його вірші, уривок драми та інтермедія за манерою мови та цілісністю образу висловлювань своїх думок і подачі їх у віршованій формі дають підставу стверджувати, що він був талановитим предтечею Івана Котляревського.
Один з майстрів так званого жебрацького вірша. Його поезія — це своєрідне поєднання трагічності і комічності, вона реально відображає чисто барокове захоплення непостійністю, мінливістю навколишнього світу. Мова творів Попович-Гученського наближена до народної.

## Вибрані вірші
- Вірші нищенськії, утішнії
- Вірш нищенський
- Вірш другий нищенський
- Вірш нищенський, хороший і смішний
- Вірші нищенськії а смішнії
- «Повім я вам, панове, красную приповість…»